# Пембролізумаб
Пембролізумаб (англ. Pembrolizumab, лат. Pembrolizumabum) — синтетичний препарат, який є гуманізованим (від миші) моноклональним антитілом до рецептора запрограмованої клітинної смерті PD-1, який застосовується внутрішньовенно. Пембролізумаб уперше розроблений у лабораторії компанії «Organon» групою учених, до якої входили Грегорі Карвен, Ганс ван Еененнаам та Джон Дулос, у 2006 році. Пізніше компанія «Organon» увійшла до складу компанії «Schering-Plough», яка в свою чергу стала частиною корпорації «Merck & Co.», яка отримала права на препарат та схвалення від FDA для клінічного використання препарату під торговою маркою «Кітруда». Входить до переліку життєво необхідних лікарських засобів ВООЗ для лікування меланоми шкіри.

## Фармакологічні властивості
Пембролізумаб — синтетичний лікарський препарат, який є гуманізованим (від миші) моноклональним антитілом до рецептора запрограмованої клітинної смерті PD-1. Механізм дії препарату полягає у зв'язуванні із рецептором запрограмованої клітинної смерті PD-1, який може продукуватися клітинами злоякісної пухлини, що спричинює блокування його зв'язування з лігандами PD-L1 і PD-L2. Наслідком цього є реактивація специфічних до злоякісної пухлини цитотоксичних T-лімфоцитів, що призводить до реактивації протипухлинного імунітету, а в подальшому до лізису пухлини. Пембролізумаб також має здатність впливати на пухлини із біомаркерами високої мікросателітної нестабільності або дефіцитом корекції неспарених основ. Пембролізумаб застосовується для лікування різних злоякісних пухлин із експресією PD-L1: неоперабельної або метастатичної меланоми, розповсюдженого недрібноклітинного раку легень, раку сечового міхура, раку шлунку, раку голови та шиї. Проводяться клінічні дослідження можливості застосування пембролізумаба при інших видах раку, зокрема застосування пембролізумаба у комбінації з інгібітором тирозинкінази ленватинібом визнано FDA «проривом року» в лікуванні прогресуючого та/або метастатичного раку нирки. Пембролізумаб став також першим препаратом, схваленим FDA для лікування злоякісних пухлин будь-якої локалізації, які мають біомаркери високої мікросателітної нестабільності або дефіцитом корекції неспарених основ. При застосуванні пембролізумабу частота побічних ефектів була нижчою, ніж при застосуванні інших подібних препаратів, зокрема іпілімумабу, переважна більшість із побічних явищ при застосуванні пембролізумабу були легкого або середнього ступеня важкості.

### Фармакокінетика
Пембролізумаб швидко розподіляється в організмі після внутрішньовенної ін'єкції, максимальна концентація досягається до кінця введення препарату. Біодоступність препарату становить 100 %. Метаболізм та шляхи виведення пембролізумабу з організму не визначені. Період напіввиведення препарату з організму становить у середньому 25—26 діб, і цей час не змінюється при печінковій та нирковій недостатності, а також у хворих різних вікових груп.

## Показання до застосування
Пембролізумаб застосовують для лікування неоперабельної або метастатичної меланоми та розповсюдженого недрібноклітинного раку легень із експресією PD-1.

## Побічна дія
При застосуванні пембролізумабу побічні ефекти спостерігаються рідше, ніж при застосуванні інших подібних препаратів, і переважна більшість із побічних явищ при застосуванні пембролізумабу були легкого або середнього ступеня важкості. Найчастішими побічними ефектами препарату є підвищена втомлюваність, свербіж шкіри, діарея або запор, нудота, зниження апетиту, гарячка, кашель, задишка, біль у м'язах. Іншими побічними ефектами препарату є:
- Алергічні реакції та з боку шкірних покривів — шкірний висип, синдром Стівенса-Джонсона, вітиліго, алопеція, сухість шкіри, екзема, дерматит, вузлувата еритема, синдром Лаєлла.
- З боку травної системи — блювання, біль у животі, гепатит, коліт, панкреатит, перфорація тонкої кишки.
- З боку нервової системи — головний біль, запаморочення, порушення смаку, безсоння, епілепсія, периферичні нейропатії, синдром Гієна — Барре, сухість в очах, увеїт.
- З боку серцево-судинної системи — артеріальна гіпертензія, міокардит.
- З боку дихальної системи — пневмоніт.
- З боку сечостатевої системи — нефрит.
- З боку опорно-рухового апарату — артралгії, міозит, біль у кінцівках, артрит, тендовагініт.
- З боку ендокринної системи — гіпертиреоз, гіпотиреоз, тиреоїдит, гіпофізит, цукровий діабет.
- Зміни в лабораторних аналізах — анемія, тромбоцитопенія, лейкопенія, нейтропенія, лімфопенія, еозинофілія, підвищення активності ферментів печінки, підвищення рівня білірубіну в крові, підвищення рівня сечовини і креатиніну в крові, гіперглікемія, гіпокальціємія, гіпокаліємія, гіпонатріємія.

## Протипоказання
Пембролізумаб протипоказаний при застосуванні при підвищеній чутливості до препарату, у віці до 18 років, при вагітності та годуванні грудьми, при важкій печінковій або нирковій недостатності.

## Форми випуску
Пембролізумаб випускається у вигляді концентрату для приготування розчину для інфузій у флаконах по 4 мл із вмістом діючої речовини 25 мг/мл.

## Інше
У 2024 році пембролізумаб став лідером продажів у США з виручкою близько $29,5 мільярдів. 